# أحمد اليزيدي
أحمد اليزيدي سياسي مغربي، شغل منصب وزير التجارة والصناعة التقليدية والملاحة التجارية في عهد حكومة البكاي بن مبارك الأولى. وكان أيضًا أحد الموقعين على وثيقة الاستقلال. كما تم تعيينه وزيراً للدفاع في حكومة أحمد بلافريج.